# Enchanter
Enchanter (機工魔術士,?, Kikō majutsushi: Enchantā) è un manga scritto da Izumi Kawachi, pubblicato da ottobre 2002 ad agosto 2008 sulla rivista Monthly Gangan Wing di Square Enix e poi pubblicato in una raccolta in 19 volumi tankōbon.

## Trama
La storia si concentra sui cosiddetti "Incantatori," o Kikō majutsushi ("maghi macchinisti"), persone che, grazie a un patto stretto con un demone, sono in grado di costruire oggetti incantati che conferiscono loro abilità specifiche, come la resistenza all'acqua o la protezione dal male. 
Uno di questi incantatori è Fulcanelli, deceduto prima dell'inizio della storia e ora vagante nel mondo segreto della magia e della stregoneria. Il suo amato demone, Eukanaria, ha l'intenzione di riportarlo in vita utilizzando una pietra che contiene la sua anima. Tuttavia, Fulcanelli non desidera essere riportato in vita, ma tace per paura di ferire Eukanaria.
Per riportare in vita l'incantatore, Eukanaria ha bisogno di un corpo che ne ospiti l'anima, e trova il candidato perfetto in Haruhiko Kanou, un giovane studente di liceo con un eccezionale talento nella costruzione di apparecchi tecnologici. Il giovane assomiglia infatti a Fulcanelli e, con sorpresa di Haruhiko, Eukanaria assomiglia esattamente a Yuka, una sua amica d'infanzia verso la quale il giovane prova un profondo e segreto amore. 
Eukanaria cerca di convincere Haruhiko a donarle la sua anima, così da permetterle di inserire quella di Fulcanelli nel suo corpo. Questo può avvenire attraverso uno dei seguenti metodi: Haruhiko può firmare un contratto in cui cede la sua anima al demone, scegliendo di morire (la morte libera l'anima dal corpo, rendendolo disponibile per ospitarne un'altra), decidere di consumare un rapporto sessuale (durante il quale l'anima diventa instabile per un momento), oppure rinunciare alla volontà di vivere. 

## Personaggi
Haruhiko Kanou
Il protagonista della storia, uno studente di 17 anni. Il corpo di Haruhiko è compatibile con l'anima di Fulcanelli e quindi Eukanaria cerca costantemente di farsi cedere il suo corpo.
È dotato di grande maestria con le apparecchiature meccaniche ed ha il potenziale per diventare un grande incantatore.
È segretamente innamorato dell'amica Yuka, ma il suo principale interesse amoroso è Eurkanaria, con la quale vorrebbe avere un rapporto più profondo. Si è specializzato nell'ambito delle macchine proprio per aiutare la stessa Eukanaria. Haruhiko ha costantemente fantasie sul demone: Haruihiko viene spesso considerato una persona "senza spina dorsale" a causa della mancanza di progressi nella conquista di Eukanaria.
Si è allenato per combattere sotto la guida di Yamamoto.
Yuka Fujikawa
Interesse amoroso di Haruhiko, nonché sua amica d'infanzia. Yuka è più grande di Haruhiko di sei anni e lavora come insegnante alla sua scuola. È una persona gentile, che mette il benessere degli studenti al di sopra del suo.
È costantemente l'obiettivo degli attacchi dei demoni, poiché è la perfetta tipologia di bersaglio per loro. Il suo aspetto è molto simile a quello di Eukanaria e nel corso della storia viene più volte suggerita una sorta di connessione tra lei e Fulcanelli.
Ha un demone come animale domestico chiamato Neraga che veglia su di lei.
Eukanaria
Demone che assomiglia a Yuka e amante di Fulcanelli.
Desidera usare il corpo di Haruhiko per sostituirne l'anima con quella del suo amato, ed è disposta anche a dormire con lui se questo significa prendere il suo corpo.
Cerca costantemente di sedurre Haruhiko comportandosi come Yuka, ma si preoccupa anche per lui.
A differenza della maggior parte dei demoni è abituata al mondo umano. Inoltre, ha utilizzato così tanto del suo potere che ormai è più umana che demone.
Sembra che fosse malvagia in passato (cosa confermata da molti personaggi) ma che Fulcanelli l'abbia cambiata. Odia la se stessa del passato e afferma che se Fulcanelli non venisse resuscitato perderebbe ogni ragione di vita.
Ama anche Haruhiko ma rifiuta di confessare il suo amore per lui, proprio come fa Haruhiko.
Fulcanelli
Potente incantatore trasformato in demone, è ammirato da demoni e incantatori per il suo potere.
La sua anima si trova dentro una pietra demoniaca. É l'amante di Eukanaria, verso la quale prova dei sentimenti profondi, ed è fratello di Paracelso.
Paracelsus (o Paracelso)
Incantatore fratello di Fulcanelli. Si mostra nella forma di un giovane, ma il suo vero corpo è uno scheletro. È un medico, ma è anche un pervertito.
Sembra che provi un certo interesse verso Eukanaria e spesso cerca di approcciarla, venendo però sempre respinto.
Aiuta Haruhiko, suggerendogli persino di sbrigarsi a dormire con Yuka così da impedire che ella venga presa di mira dai demoni.
È un forte combattente e nemmeno Fulcanelli è riuscito a batterlo. Ha un assistente di nome Ai.
È stato modellato dalla base dell'alchimista e medico del mondo reale Paracelsus.
Ai
Bambina demone che lavora sotto Paracelsus. Sa fare vestiti ed è brava a combattere.
Non parla mai e spesso appare dal nulla.
Ranvoa (Lavoix)
Demone dai capelli blu che conosce bene Eukanaria, avendo avuto una storia con lei in passato.
È lei a suggerire ad Haruhiko di ucciderla per evitare di darle il proprio corpo. Ranvoa ha un incantatore di nome Adolf, di cui è innamorata.
Non comprende bene il regno umano e le sue dinamiche; ad esempio non comprende il motivo per cui Haruhiko non abbia ancora dormito con Eukanaria nonostante condividano lo stesso letto (sono coinquilini).
Inizialmente, dichiarava il desiderio di ritornare al suo mondo, persino a costo di sottrarre il potere di Fulcanelli da Haruhiko. Tuttavia, ciò si dimostra essere solo una facciata, evidenziata chiaramente dalla sua evidente frustrazione ogni volta che Adolf accenna alla possibilità che lei possa ritornare al suo mondo senza di lui, mentre lui invece desidera rimanere nel mondo umano. Alla fine decide di rimanere con Adolf nel mondo umano. Si intuisce che lei stessa una volta fosse innamorata di Fulcanelli.
Adolf
Incantatore che serve Ranvoa, è attratto da donne come Eukanaria, ma ama il suo demone. La ama al punto da prosciugare, anche se riluttante, il potere di Eukanaria per poi tentare di rubare il potere di Haruhiko/Fulcanelli. Anche se è un buon incantatore, è molto insicuro delle sue doti. Lui e Haruhiko vanno piuttosto d'accordo a causa della loro passione comune per gadget meccanici e ingegneria. Non gli piace danneggiare gli altri.
Mana Kimura
Compagna di classe di Haruhiko, ha una cotta per lui. È brava a riparare le biciclette, poiché la sua famiglia gestisce un negozio di biciclette. Si prende cura di un corvo che colpisce con la sua bici e che in seguito si rivela essere un demone di nome Navy. Nel corso della storia diventerà un'incantatrice.
Navy
Demone che può trasformarsi in un corvo, è diventato il demone di Mana. Vuole che lei gli costruisca un mezzo per volare poiché ha perso il potere di farlo da solo. Maneggia un'ascia e una catena in battaglia. È un po' masochista perché adora quando Mana lo rimprovera e lo colpisce. Esprime in vari momenti il desiderio di voler essere qualcosa di più per Mana. È stato in passato sconfitto in battaglia da Haruhiko e sigillato in un dispositivo che tiene Mana in modo che, se necessario, questa possa sigillarlo nuovamente al suo interno.
Mercurio
All'inizio sembra essere una lavoratrice goffa ma carina che lavora per Yamamoto. In realtà esistono due personalità all'interno del suo corpo: il lato carino e gentile è un demone, mentre il lato spietato e proprietario originale del corpo è un'incantatrice. Il lato demoniaco è innamorato di Haruhiko, mentre l'incantatrice sta cercando di ucciderlo per impedirgli di riparare l'unità che tiene il lato demoniaco all'interno del suo corpo.

## Produzione
La serie ha ricevuto molta attenzione nel Nord America ancora prima del rilascio ufficiale. Per questo motivo, i membri dell'Anime Expo invitarono Square Enix e il team della serie alla propria fiera del fumetto.
Mentre in Giappone il personaggio più popolare è Haruhiko, in America il personaggio più amato è Paracelsus. L'autrice stessa si è detta "confusa dal fatto che l'umorismo nella trama sia visto in modo diverso dagli americani".
Takeshi Obata ha affermato che Izumi Kawachi è una delle artiste che l'ha influenzata maggiormente nei suoi lavori. Kawachi, in un'intervista, ha affermato che l'attore Haruhiko Kato è stato fonte d'ispirazione nella creazione dei personaggi di Fulcanelli e Haruhiko.

## Media

### Manga
L'opera è scritta da Izumi Kawachi e pubblicata sulla rivista Monthly Gangan Wing di Square Enix dall'ottobre 2002 fino all'agosto 2008. Nel Nord America il manga è arrivato nel 2006 tradotto da Digital Manga, ed è stato concluso il 25 febbraio 2009.

### Drama CD
Il manga è stato adattato in due drama-CD. Il primo, chiamato Kikou majutsushi - Enchanter Part.1, è stato pubblicato il 26 novembre 2004 e segue fedelmente gli undici capitoli del manga. Il secondo, Kikou majutsushi - Enchanter Part.2, è stato distribuito il 28 gennaio 2005 seguendo i capitoli dal numero 12 al 17.. I doppiatori dei personaggi sono Masumi Asano, Yumi Tōma, Kōji Tsujitani, Shūichi Ikeda, Ryōtarō Okiayu, Yumi Kakazu, Takehito Koyasu e Kyoko Hikami.

## Accoglienza
Il sito Pop Culture Shock elogia la caratterizzazione di Eukanaria: "Avrebbe potuto essere rappresentata come un semplice sexpot, ma è invece molto probabilmente il personaggio più complicato della serie. È vero, è spesso grossolana, ma mostra un lato sorprendentemente vulnerabile nei volumi dal quinto all'ottavo".
Lori Henderson di Comics Village ha elogiato la Digital Manga Publishing a proposito dei volumi fisici della serie poiché sono "stampati in formato oversize, e sono dotati di una copertina antipolvere lucida, proprio come nelle edizioni giapponesi". Ha tuttavia criticato l'opera per l'eccessiva presenza di fanservice.
Matthew Alexander di Mania.com elogia l'artwork del manga affermando: "Le proporzioni dei personaggi sono ben disegnate e le espressioni facciali sono piuttosto varie e descrittive. Non sorprende che gli sfondi siano piuttosto sparsi e un po' stantii quando presenti, ma il design dei mostri è abbastanza interessante [...]. Il lavoro di linea è pulito e l'ombreggiatura è piuttosto buona". 
Holly Ellingwood di Active Anime elogia il manga come "una delle serie manga più energiche e comiche che abbia mai letto".